# Гори (село)
Го́ри (осет. Гори) — село в Алагирском районе Республики Северная Осетия-Алания (Российская Федерация). Относится к Зарамагскому сельскому поселению. Код Федеральной налоговой службы 1514. В селении имеется сельская администрация (Зарамагская администрация).

## Географическое положение
Село расположено в Алагирском районе у входа в ущелье Уарцеком. Расстояние до селения Цми 1 км, до Тибсли — 250 м.

## Описание села
В селении находится башня Гагиевых.